# Aetholix indecisalis
Aetholix indecisalis is een vlinder van de familie van de grasmotten (Crambidae), uit de onderfamilie van de Spilomelinae. De wetenschappelijke naam van de soort is voor het eerst gepubliceerd in 1896 door William Warren. 
De soort komt voor in India (Meghalaya).